# Leporacanthicus heterodon
Leporacanthicus heterodon är en fiskart som beskrevs av Isaac J.H. Isbrücker och Nijssen, 1989. Leporacanthicus heterodon ingår i släktet Leporacanthicus och familjen Loricariidae. Inga underarter finns listade i Catalogue of Life.